# Buổi gọi hồn

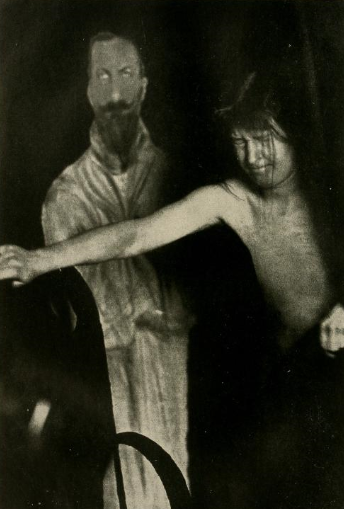
Một buổi gọi hồn của Eva Carrière sau này được chứng minh là lừa đảo

Buổi gọi hồn (tiếng Pháp là Séance hay Seance xuất phát từ tiếng Pháp có nghĩa là "phiên" hay buổi, từ tiếng Pháp cổ seoir, "ngồi", còn được gọi là gọi hồn hay lên đồng hay còn gọi là buổi lên đàn) là một nỗ lực để giao tiếp với các linh hồn. Trong tiếng Pháp, nghĩa của từ này khá chung chung chẳng hạn, người ta có thể nói về "Une séance de cinéma" ("một buổi xem phim"). Tuy nhiên, trong tiếng Anh, từ Seance được sử dụng đặc biệt cho cuộc tụ họp của những người tụ tập để đón nhận thông điệp từ ma hoặc để nghe một bài khấn văn đồng cốt với hoặc chuyển tiếp thông điệp từ các linh hồn. Theo cách sử dụng tiếng Anh hiện đại, những người tham gia không cần phải ngồi khi tham gia vào một buổi gọi hồn. Những cuộc đối thoại hư cấu giữa những người đã khuất đã được ghi nhận trong tác phẩm Dialogues of the Dead của George- Đệ nhất Nam tước Lyttelton, xuất bản ở Anh vào năm 1760. 
Trong số những linh hồn được nhắc đến trong tác phẩm này có Peter Đại đế, Pericles, William Penn và Christina-Nữ hoàng Thụy Điển. Sự phổ biến của buổi gọi hồn đã gia tăng kể từ khi thành lập tôn giáo Tâm linh vào giữa thế kỷ 19. Có lẽ những buổi gọi hồn nổi tiếng nhất được tiến hành vào thời điểm đó là của Mary Todd Lincoln vốn là người đau buồn vì mất con trai mình nên đã tổ chức các buổi lên đồng theo thuyết thông linh tại Nhà Trắng, với sự tham dự của chồng bà là Tổng thống Abraham Lincoln cùng các thành viên khác. Báo cáo của Ủy ban Seybert năm 1887 đã làm hoen ố độ tin cậy của Chủ nghĩa tâm linh ở đỉnh cao của sự phổ biến bằng cách công bố các vụ vạch trần gian lận và phô trương giữa các nhà lãnh đạo thế tục. Hiện đại những buổi gọi hồn tiếp tục là một phần của các dịch vụ tôn giáo của các nhà thờ Tâm linh, thuyết Thần linh và giáo phái Espiritismo ngày nay, nơi nhấn mạnh nhiều hơn vào các giá trị tinh thần so với sự phô trương.
Những người hoài nghi khoa học và những người vô thần thường coi các buổi gọi hồn là lừa đảo, hoặc ít nhất là một hình thức lừa đảo đối với những người ngoan đạo, với lý do thiếu bằng chứng thực nghiệm, ở một số nhà thờ, những buổi gọi hồn như là những dịch vụ được bắt đầu bằng "dịch vụ chữa bệnh" liên quan đến một số hình thức chữa bệnh bằng đức tin. Những người chỉ trích việc này, bao gồm cả những người hoài nghi và những người tin tưởng — tuyên bố rằng vì các biểu hiện thể chất được báo cáo phổ biến nhất của việc giao tiếp với linh hồn này là một mẫu giọng nói bất thường hoặc các hành vi công khai bất thường của người tham gia, nên bất kỳ ai có tài năng sân khấu đều có thể làm giả nó một cách khá dễ dàng. Những chỉ trích khác về buổi gọi hồn này liên quan đến cái được gọi là hiệu ứng ý thức hệ đã được đề xuất như một hành vi vô thức, hoặc cơ chế tiềm thức, theo đó tâm trí của người chơi trò cầu cơ (Ouija) vô tình hướng dẫn cánh tay của anh ta trên tấm ván cầu cơ, do đó anh ta sẽ thành thật tin rằng anh ta không di chuyển nó, trong khi thực tế là vậy. Lý thuyết này dựa trên tiền đề gắn liền rằng con người thực sự có một "tiềm thức", một niềm tin không phải ai cũng nắm giữ được. Việc phơi bày gian lận đã có hai kết quả khác nhau khi những người hoài nghi đã sử dụng các vụ phơi bày lịch sử như một khuôn khổ để qua đó xem tất cả các phương tiện đồng cốt đều là lừa đảo. Người Do Thái và Cơ Đốc nhân được dạy rằng sẽ là tội lỗi cố gắng gọi hồn hoặc điều khiển các linh hồn theo Phục truyền luật lệ ký XVIII: 9–12